# Ньютон (Техас)
Ньютон (англ. Newton) — місто (англ. city) в США, в окрузі Ньютон штату Техас. Населення — 1633 особи (2020).

## Географія
Ньютон розташований за координатами 30°51′3″ пн. ш. 93°45′15″ зх. д. / 30.85083° пн. ш. 93.75417° зх. д. (30.850796, -93.754114).  За даними Бюро перепису населення США в 2010 році місто мало площу 14,13 км², з яких 14,10 км² — суходіл та 0,03 км² — водойми.

## Демографія
Згідно з переписом 2010 року, у місті мешкало 2478 осіб у 680 домогосподарствах у складі 471 родини. Густота населення становила 175 осіб/км².  Було 852 помешкання (60/км²).
Расовий склад населення:
| - 62,1 % — білих - 35,3 % — чорних або афроамериканців - 0,7 % — азіатів - 0,4 % — корінних американців |

До двох чи більше рас належало 0,8 %. Частка іспаномовних становила 4,6 % від усіх жителів.
За віковим діапазоном населення розподілялося таким чином: 21,3 % — особи молодші 18 років, 67,0 % — особи у віці 18—64 років, 11,7 % — особи у віці 65 років та старші. Медіана віку мешканця становила 33,3 року. На 100 осіб жіночої статі у місті припадало 150,8 чоловіків;  на 100 жінок у віці від 18 років та старших — 161,3 чоловіків також старших 18 років.
Середній дохід на одне домашнє господарство  становив 57 978 доларів США (медіана — 34 286), а середній дохід на одну сім'ю — 72 915 доларів (медіана — 46 250). За межею бідності перебувало 29,9 % осіб, у тому числі 60,0 % дітей у віці до 18 років та 13,4 % осіб у віці 65 років та старших.
Цивільне працевлаштоване населення становило 623 особи. Основні галузі зайнятості: освіта, охорона здоров'я та соціальна допомога — 25,2 %, роздрібна торгівля — 17,8 %, будівництво — 12,7 %, виробництво — 9,1 %.